# Messages (singolo Orchestral Manoeuvres in the Dark)
Messages è un singolo del gruppo synth pop britannico Orchestral Manoeuvres in the Dark, pubblicato nel 1980. La versione registrata per il singolo è molto diversa rispetto alla versione inclusa nell'album di debutto Orchestral Manoeuvres in the Dark. La canzone è stata scritta a quattro mani dai due membri fondatori del gruppo, Paul Humphreys e Andy MCluskey.
È stato il primo singolo di grande successo della band, arrivando alla posizione no. 13 nelle classifiche britanniche. Rimane uno dei loro brani più noti ed è incluso in tutte le compilation dei singoli, dando anche il nome all'ultima raccolta Messages. OMD Greatest Hits (2008).

## La canzone
Come nel singolo Electricity, il brano è privo di un ritornello cantato, preferendo invece una melodia suonata con un sintetizzatore. A differenza dei singoli precedenti, invece, la canzone tratta il tema di un rapporto amoroso, ora concluso. I "messaggi" del titolo sono quelli inviati da un ex-amante. Il testo rimane identico nelle due versioni.

## Il video
Un video promozionale per il singolo fu girato in un magazzino abbandonato. Il filmato consiste in varie riprese della band che esegue la canzone in playback. I quattro membri, che rappresentano la formazione live della band dell'epoca, sono AndyMcCluskey (voce), Paul Humphreys (basso elettrico), Malcolm Holmes (batteria) e Dave Hughes (tastiere). Mentre McCluskey aveva anche cantato dal vivo senza strumento, Humphreys non ha mai suonato il basso. In altre performance registrate per il programma televisivo Top of the Pops McCluskey porta il basso e Humphreys è alle tastiere. 

## Versioni e lato-B
Oltre alla versione pubblicato nell'album di debutto, il brano è stato registrato anche per il programma radiofonico di John Peel per la BBC. Questa versione è stata pubblicata nella raccolta Peel Sessions 1979-1983 nel 2000.
La versione registrata per il singolo, prodotto da Mike Howlett, è stata pubblicata con due durate diverse: la versione di quattro minuti per il 7", e una versione leggermente più lunga per il formato insolito del 10". Quest'ultima è quella che appare nella maggior parte dei raccolti del gruppo.
Il singolo 7" riporta sul lato B una versione "dub" di Messages, intitolata "Taking Sides Again", una citazione diretta di una strofa del testo "We're taking sides again..". Il formato 10" oltre a Taking Sides Again riporta anche una cover della canzone dei Velvet Underground "I'm Waiting For The Man", qui intitolato "Waiting For The Man". L'esecuzione di questa cover faceva parte del setlist della band dal vivo e verrà riproposta in una nuova versione nelle date live del 1984. Una registrazione dal vivo del 1984 è presente sul 12" di Never Turn Away (singolo, 1984).

## Tracce

### 7"
Side 1
1. Messages – 3:59

Side 2
1. Taking Sides Again – 4:19

### 10"
Side 1
1. Messages – 4:41

Side 2
1. Waiting for the Man – 2:54
2. Taking Sides Again – 4:19